# Prhati (Višnjan)
Prhati is een plaats in de gemeente Višnjan in de Kroatische provincie Istrië. De plaats telt 65 inwoners (2001).